# Гудрич, Ллойд
Ллойд Гудрич (англ. Lloyd Goodrich; 10 июля 1897 года  –  27 марта 1987 года) — американский искусствовед и писатель. Много писал об американских художниках, включая Эдварда Хоппера, Томаса Икинса, Уинслоу Хомера, Рафаэля Сойера и Реджинальда Марша. В течение многих лет работал в Музее американского искусства Уитни в Нью-Йорке.

## Биография
В детстве в Натли, штат Нью-Джерси, Гудрич был близким другом Реджинальда Марша, который впоследствии стал художником.
Изначально Гудрич хотел стать художником. С 1913 по 1915 год изучал живопись и рисунок в Лиге студентов-художников Нью-Йорка с Кеннетом Миллером. С конца 1915 года по лето 1916 года он учился у Дугласа Волка в Национальной академии дизайна . В 1916 году Гудрич вернулся в Лигу студентов-художников, но к 1918 году отказался от своего желания стать художником.
В 1935 году Музей американского искусства Уитни нанял его в качестве куратора-исследователя. Позже, в 1948 году, он стал заместителем директора, а затем, в 1958 году, директором музея Уитни .
27 марта 1987 года, в возрасте 89 лет, Гудрич умер от рака.